# Karlstad studentkår
Karlstad Studentkår är studentkåren vid Karlstads universitet. Studentkåren som grundades 1967, då Karlstads universitet fortfarande var en filial till Göteborgs universitet.
Karlstad Studentkår tar tillvara Karlstads universitets studenters intressen under studietiden. De fungerar som en gemensam röst mot universitetet, kommunen och andra organisationer som studenter kommer i kontakt med. Studenter kan alltid vända sig till Karlstad Studentkår för att fråga om råd och för att få hjälp och stöd. Karlstad utsågs av Sveriges Förenade Studentkårer (SFS) till "Årets Studentstad" 2009/2010.

## Historia
Karlstad Studentkår bildades den 18 september 1967 vid ett möte på Mariebergsskogsterrassen i Karlstad.

## Sektioner
Inom Karlstad Studentkår finns två sektioner:
- Doktorandsektionen, som organiserar doktorander vid Karlstads universitet
- SMISK (Sammanslutningen Musikhögskolan Ingesunds Studentsektion), organiserar studenter vid Musikhögskolan Ingesund som är en del av Karlstads universitet

## Karlstads studenttidning
Medlemstidningen är Karlstads studenttidning som utkommer fyra gånger om året. Tidningen bildades 1969 som Klaraborgaren. Klaraborgaren lades ned 1998 efter ett beslut av kårstyrelsen. Namnet ändrades senare till Citrus och inför hösten 2008 fick tidningen sitt nuvarande namn. Under 2010 startade Karlstads studenttidning ett samarbete med Metro Student Magazine, och publicerades fram till sommaren 2015 som en del av Metro Student Magazine. Under läsåret 2016/2016 publicerades Karlstads studenttidning två gånger per termin som bilaga i Metro Värmland.  Sedan 2016 publiceras Karlstads studenttidning som en egen tidning och delas ut av tidningens redaktion vid publicering. Sedan oktober 2017 finns Karlstads studenttidning även på http://karlstadsstudenttidning.se/.

## Lista över ordförande
| - 1967: Kjell Fredriksson - 1967–1968: Ove Svensson - 1968–1969: Bo Hidén - 1969–1970: Jan Jonasson/Agesand - 1970–1971: Ove Svensson/Esa Hakkarainen - 1971–1972: Torbjörn Gustavsson - 1972–1973: Lars Henriksson (en vecka) - 1973: Roland Christenson - 1973–1974: Lars Henriksson - 1974–1975: Åke Buer - 1975–1976: Curth Wahlin - 1976–1978: Björn Hellqvist - 1978–1979: Anders Knape - 1979–1980: Urban Edberg - 1980–1982: Göran Nilsson - 1982–1983: Tomas Järhög - 1983: Robert Warholm (två veckor) - 1983–1984: Per Teike - 1984–1985: Stig-Olov Blixt - 1985–1986: Tommy Borell | - 1986–1987: Ralph Gelfgren - 1987–1988: Annika Göransson/Hägg - 1988–1989: Björn Wiström - 1989–1990: Christer Carlsson - 1990–1991: Peter Eriksson - 1991–1992: Karin Bergman - 1992–1993: Helén Eriksson - 1993–1994: Klas Hallberg - 1994–1995: Marie Edenfeldt - 1995–1996: Maria Roos - 1996–1997: Peter Wallman - 1997–1998: Johan Mårtensson - 1998–1999: Johanna Davidsson - 1999–2000: Helena Andersson - 2000–2001: Margå Pettersson - 2001–2002: Anders Anstrin - 2002–2004: Kristian Hult - 2004–2005: Cecilia Nilsson - 2005–2006: Amir Sajadi | - 2006–2007: Emelie Hindersson - 2007–2008: Stefan Björk - 2008–2009: Susanna Svensson - 2009–2010: Beatrice Högå - 2010–2011: Johan Kaluza - 2011–2012: Susanna Göransdotter - 2012–2013: Valerija Varga - 2013–2014: Johnny Johansson - 2014–2015: Lisa Knutsen - 2015–2017: Amanda Green - 2017–2018: Daniel Frisén - 2018–2020: Sebastian Hardin - 2020–2021: Sebastian Hasselström (Ersattes av v.ordf Barsha Yilmaz i Januari 2021) - 2021–: Elvira Skoglund |